# Народна реставрація

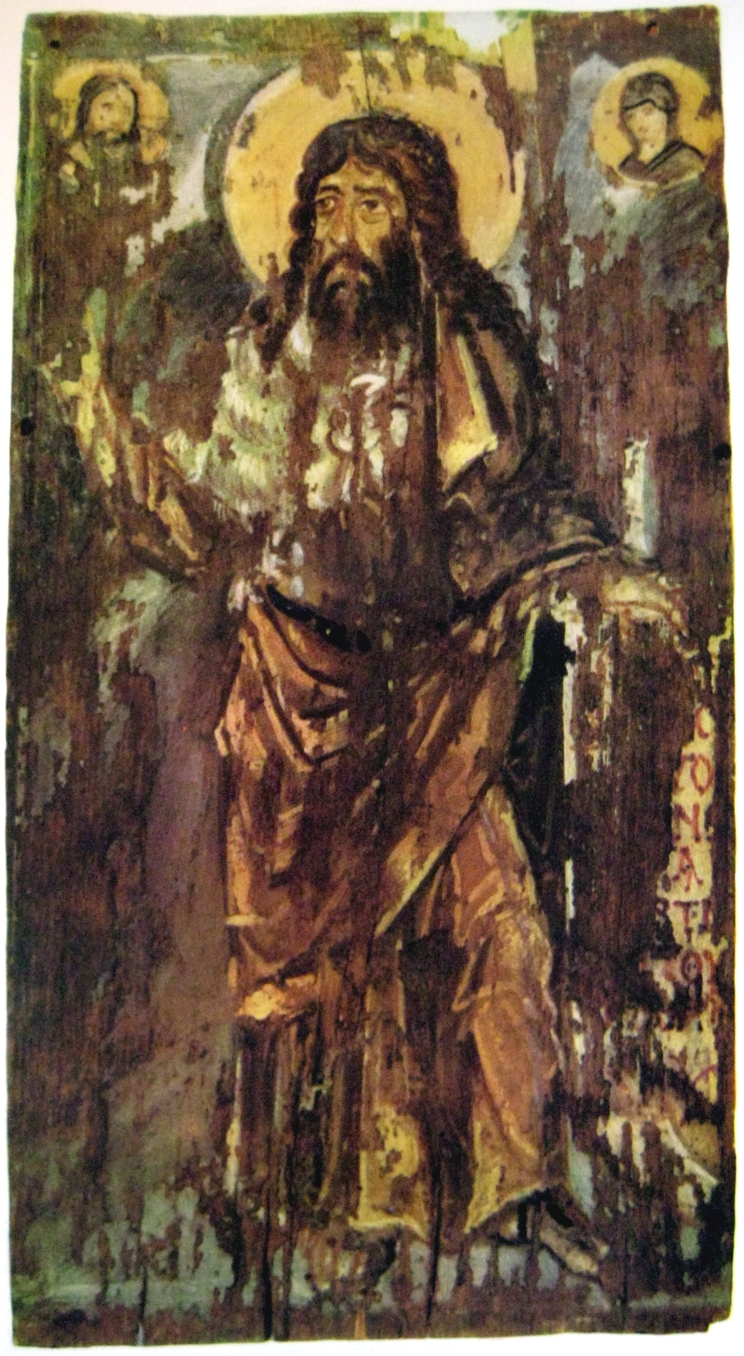
Енкавстична ікона 6 століття нашої ери. Київ, Національний музей Ханенків.

 «Народна реставрація»  — новий і довготерміновий проєкт допомоги Національному музею Ханенків з квітня 2015 року.

## Ініціатива
Ініціатива належить упорядникам Національного музею Ханенків. Тому з 2 квітня 2015 року стартував новий проєкт рятувальних заходів і реставрації пам'яток мистецтва із запасників київського музею, незважаючи на війну з 2014 року. Критичний стан багатьох експонатів обумовив початок нового рятувального проєкту, бо вкрай необхідні захисні рами і антиблікове скло, захисні кліматичні бокси, кошти на реставраційні і консервативні заходи килимам, керамічним виробам доби Стародавньої Греції, картинам, творам друкованої графіки тощо.
Рятівний проєкт планують проводити у декілька етапів. На огляд і оцінку глядачам представлять декілька найбільш вразливих експонатів, реставраційне втручання котрим вкрай необхідне.
Першим в черзі потребуючих реставрації музей пропонує керамічний кратер червонофігурного вазопису, вік котрого 2300 років.

## Нерадянські умови рятівних заходів
Музейники обіцяють регулярно проводити звіти про витрачені кошти через офіційний сайт Національного музею Ханенків та через соцмережі. Благодійні кошти можна надавати й тільки під конкретний експонат. Надання коштів можна надавати через нотаріальний акт під конкретний експонат, що убереже грошовий внесок від витрат не за призначенням (залишайте собі копію нотаріального акта).

## Довідкова інформація
- Контактна особа з реалізації проєкту — Катерина Чуєва, заступниця генерального директора Музею Ханенків
- Контактна особа для акредитації ЗМІ — Ольга Носко